# Wielenbach
Wielenbach – miejscowość i gmina w Niemczech, w kraju związkowym Bawaria, w rejencji Górna Bawaria, w regionie Oberland, w powiecie Weilheim-Schongau. Leży około 5 km na północ od Weilheim in Oberbayern, przy drodze B2 i linii kolejowej Weilheim in Oberbayern – Augsburg.

## Demografia
| Rok  | Liczba mieszk. |
| ---- | -------------- |
| 1970 | 1 949          |
| 1987 | 2 571          |
| 2000 | 3 009          |
| 2005 | 3 143          |

### Struktura wiekowa
Dane o ludności z 31 grudnia 2008:
| Opis                                | Ogółem | Ogółem | Kobiety | Kobiety | Mężczyźni | Mężczyźni |
| ----------------------------------- | ------ | ------ | ------- | ------- | --------- | --------- |
| Jednostka                           | osób   | %      | osób    | %       | osób      | %         |
| Populacja                           | 3136   | 100    | 1568    | 50      | 1568      | 50        |
| Wiek przedprodukcyjny (0–17 lat)    | 624    | 19,9   | 302     | 9,63    | 322       | 10,27     |
| Wiek produkcyjny (18–65 lat)        | 1949   | 62,15  | 980     | 31,25   | 969       | 30,9      |
| Wiek poprodukcyjny (powyżej 65 lat) | 563    | 17,95  | 286     | 9,12    | 277       | 8,83      |

## Polityka
Wójtem gminy jest Korbinian Steigenberger z Freie Wählerschaft Haunshofen-Bauerbach, rada gminy składa się z 16 osób.
|      | CSU | SPD | FWG WWH | FW HB | Razem |
| 2008 | 7   | 3   | 3       | 3     | 16    |
| 2002 | 8   | 3   | 3       | 2     | 16    |

## Oświata
W gminie znajduje się przedszkole (90 miejsc) oraz szkoła (13 nauczycieli, 223 uczniów).